# Креће се лађа француска
Креће се лађа Француска је позната песма, „тугованка“ са Солунског фронта, из периода првог светског рата. Спевана у Солунском пољу у логору нераспоређених официра у Микри 1917 који су се опорављали након Албанске голготе. Аутор текста песме, а вероватно и мелодије је пеш. пуковник Бранислав Милосављевић. Изворни наслов песме је „Изгнаници". Песму је први пут објавио у збирци „Мач и лира“ из 1922. године. У издању из 1930. у напомени истиче да „Ова песма данас свима позната пева се са измењеним текстом“. 

## Занимљивости
Непосредно по окончању први свјетски рат , у Паризу је издата грамофонска плоча под називом La grande guerre (Велики Рат) . На овој плочи, поред српске химне Боже правде, налази се и снимак пјесме Креће се лађа Француска, коју су Французи назвали Chanson Serbe ( Srpske pjesme). Пјесму пјева и прати на гитари српски војник Живан Васић.
На пропратном каталогу грамофонске плоче Велики рат , објављени су стихови Српске пјесме, који у преводу гласе:
"Брод диже сидро у луци Солунској.
Рањеници, исцрпљени, изгладњели, јадни јече.
Све више, узбуркано море одвлачи их собом
и свако се сјећа шанчева гдје су се храбро борили против Нијемаца.
Нека нам Бог свима помогне да постанемо браћа
и нека нам дозволи да се вратимо кућама,
ми и наши непријатељи Нијемци.
Свети Никола од мора, пошаљи нам мир.
Помози нам и ти да живимо као браћа! 
Нека живи слобода! "
Стихови Васићеве варијанте пјесме Креће се лађа Француска разликује се од оне коју су забиљежили Французи. Васић завршава пјесму стиховима:
"живјела братска слобода,
живјела братска Француска!"